# 겐지 이야기를 읽는 요령
《겐지 이야기를 읽는 요령》(일본어: 紫文要領)는 일본의 국학자 모토오리 노리나가의 저술이다.

## 소개
<겐지 이야기를 읽는 요령>은 <마쿠라노소시>와 함께 쌍벽을 이루는 헤이안 시대의 대표 작품 《겐지모노가타리》를 ‘모노노아와레’설을 통해 분석한 책이다. 모토오리 노리나가의 모노노아와레’설은 기존의 권선징악적인 문학 비평에서 벗어나 문학과 인간에 대한 이해를 질적·양적으로 확대했다는 평과 함께 일본 사상사상 가장 중요한 유산으로 칭해진다.
《겐지 이야기》는 헤이안 시대 중기 11세기 초 무라사키시키부에 의해서 창작된 장편소설로, 세이쇼나곤의 수필 <마쿠라노소시>와 함께 헤이안 문학의 쌍벽을 이루는 작품이다. <겐지 이야기>는 전체 54권으로 나뉘어 있으며, 세계 최고(最古), 최장(最長)의 고전소설이다. 치밀한 구성과 인간의 심리 묘사, 표현의 정교함과 미의식 등으로 일본문학사상 최고 걸작으로 평가된다.
<마쿠라노소시>가 ‘오카시(をかし)의 문학’이라면 《겐지 이야기》는 ‘모노노아와레(もののあはれ)’의 문학이라고 일컬어진다. <겐지 이야기>를 ‘모노노아와레’의 문학으로 정의 내린 사람은 에도(江戸) 시대의 국학자 모토오리 노리나가다. “《겐지 이야기》 54첩은 ‘모노노아와레를 알다’라는 한 문장으로 정리할 수 있다”고 노리나가는 단정하며 <겐지 이야기>를 모노노아와레를 알게 하기 위해서 창작된 것으로 파악한다. <겐지 이야기를 읽는 요령>은 모노노아와레를 아는 것이 무엇인지를 《겐지 이야기》를 통해서 설명하고 있다고 할 수 있다. ‘모노노아와레(를 알다)’는 우리가 어떤 것을 접했을 때 느낄 수 있는 자연스러운 감정 및 감수성을 가리킨다. 모토오리는 다음과 같이 말한다. “사물의 본질을 파악하고 거기에 따라 느끼는 것이 모노노아와레다. 예를 들어 굉장히 아름다운 벚꽃이 만발한 것을 보고 아름답게 여기는 것은 물건의 마음을 아는 것이다. 아름다운 꽃을 알아보고 정말로 아름답다고 생각하는 것이 느끼는 것이다. 이것이 바로 모노노아와레다.”
“모노노아와레 설은 일본 사상사상 가장 중요한 유산의 하나라고 칭하기에 충분하다”는 평가를 얻는다. 노리나가 이전에는 《겐지 이야기》에 대해 호색의 음란 서적이라 하여 부정적인 견해가 많았다. 노리나가는 문학을 도덕과는 별도의 가치 기준을 갖는 독립된 영역으로 설정하고, 그때까지의 권선징악적 문학 비평에서 벗어나서 모노노아와레를 아는 것을 문학의 원리로 삼았다. 이것은 반윤리적이고 음란·퇴폐한 것이 주종을 이루는 일본 문학에 새로운 의미와 가치를 부여하기 위해서 마련한 궁여지책일 수도 있으나, 인간의 마음이 이럴 때 이런 것이구나 하고 알게 하는 것이 문학의 본질이라고 파악한 노리나가의 식견은, 감수성을 풍부하게 하여 인간과 인생에 대한 이해를 질적·양적으로 확대해 주는 문학의 기능에 대한 중대한 발견이라 할 수 있다.

## 서지 정보
- 정순희 역, 2009년, 지식을만드는지식[깨진 링크(과거 내용 찾기)] ISBN 978-89-6406-363-7